# Colour All My Days
Colour All My Days är ett musikalbum från 1986 av den brittiske musikern Limahl.

## Låtlista
1. Love in Your Eyes
2. Colour All My Days
3. Nothing on Earth
4. Tonight Will Be the Night
5. Working Out
6. Don’t Send for Me
7. Shock
8. Inside to Outside
9. Love Will Tear the Soul
10. For My Heart’s Sake